# Elytrimitatrix batesi
Elytrimitatrix batesi är en skalbaggsart som först beskrevs av Jean François Villiers 1959. Elytrimitatrix batesi ingår i släktet Elytrimitatrix och familjen långhorningar.
Artens utbredningsområde är Panama. Inga underarter finns listade i Catalogue of Life.